# Шулявський дуб
Шулявський дуб — одне з найстаріших дерев Києва, знаходиться по вулиці Вадима Гетьмана, 10/37. Ботанічна пам'ятка природи місцевого значення. Дерево заповідано у грудні 2010 року з ініціативи Київського еколого-культурного центру (КЕКЦ).

## Опис
Вік дерева — приблизно 300 років, висота — 20 метрів, обхват — 4,1 метра.

## Сучасний стан
Наразі дерево потребує невеликого лікування.
У листопаді 2016 року природничо-пізнавальний проєкт «Зелений ліхтарик» розробив інтерактивну мапу «видатних» дерев Києва, на якій позначений і Шулявський дуб. Неподалік від Шулявського дуба, за адресою Вадима Гетьмана, 2,
знаходяться інші старі дерева  — «Дуб-довгожитель» та катальпа «Красуня».

## Галерея

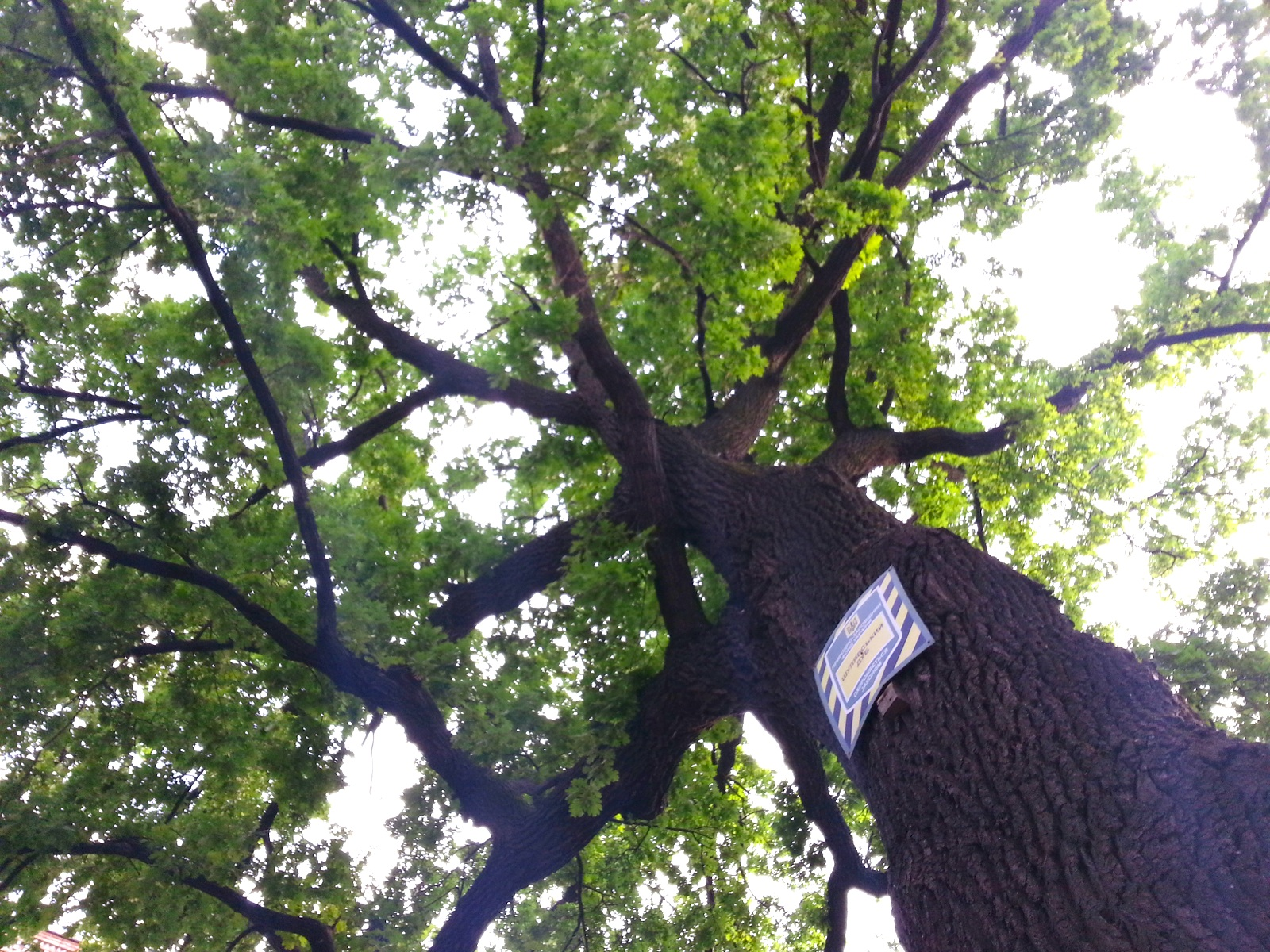
Шулявський дуб. 29 травня 2014 року
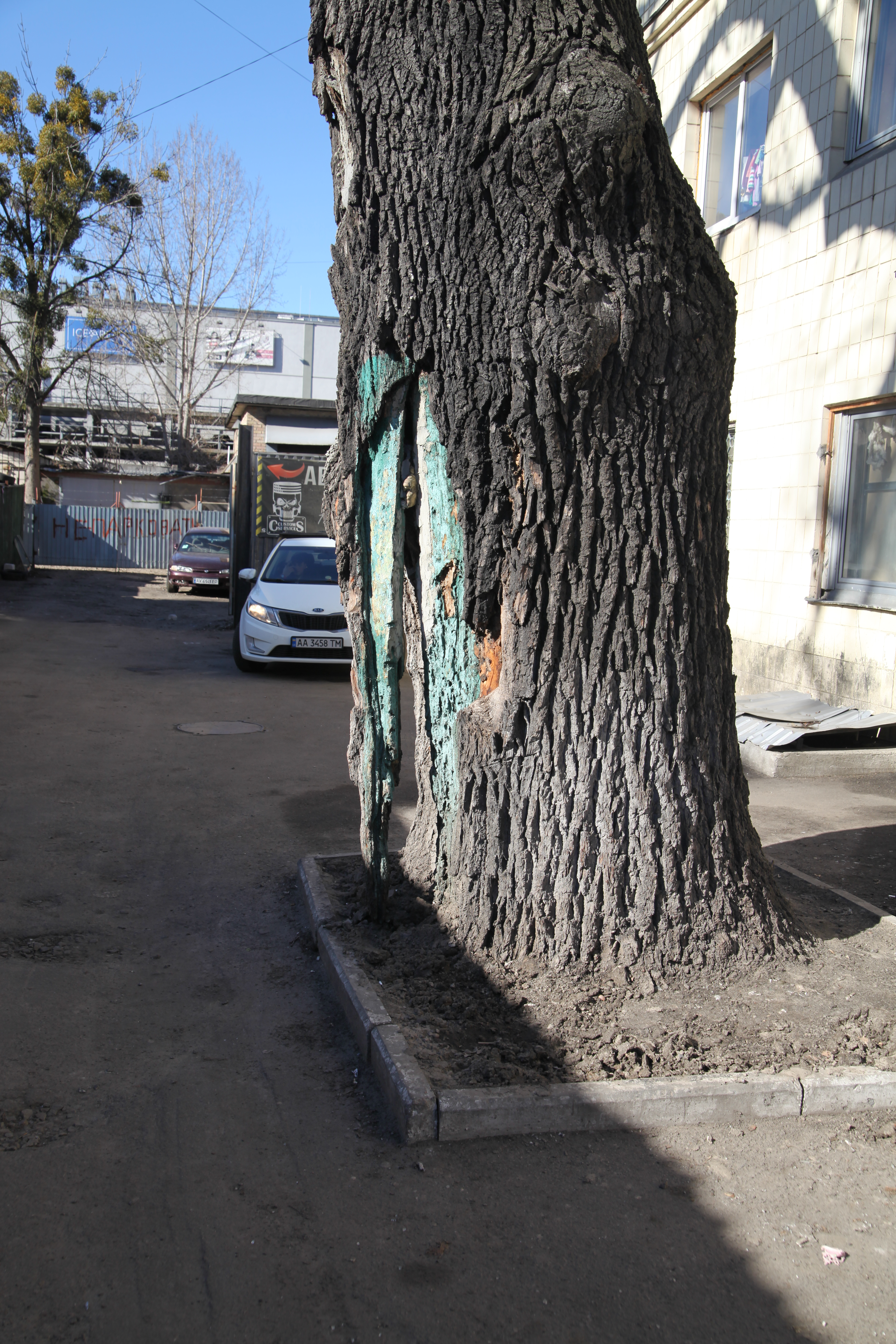
Шулявський дуб. 2 березня 2019 року
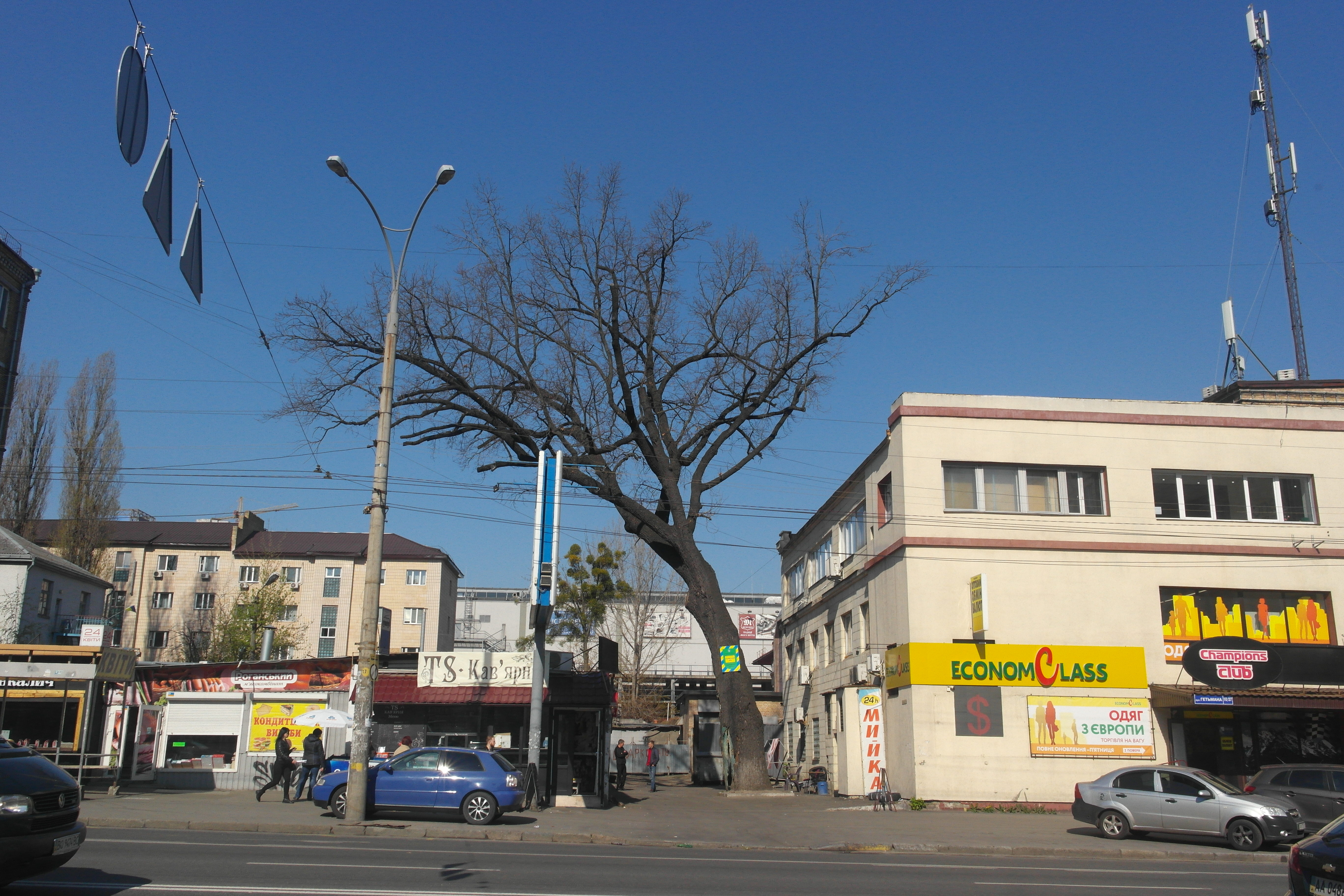
Шулявський дуб. 22 квітня 2019 року
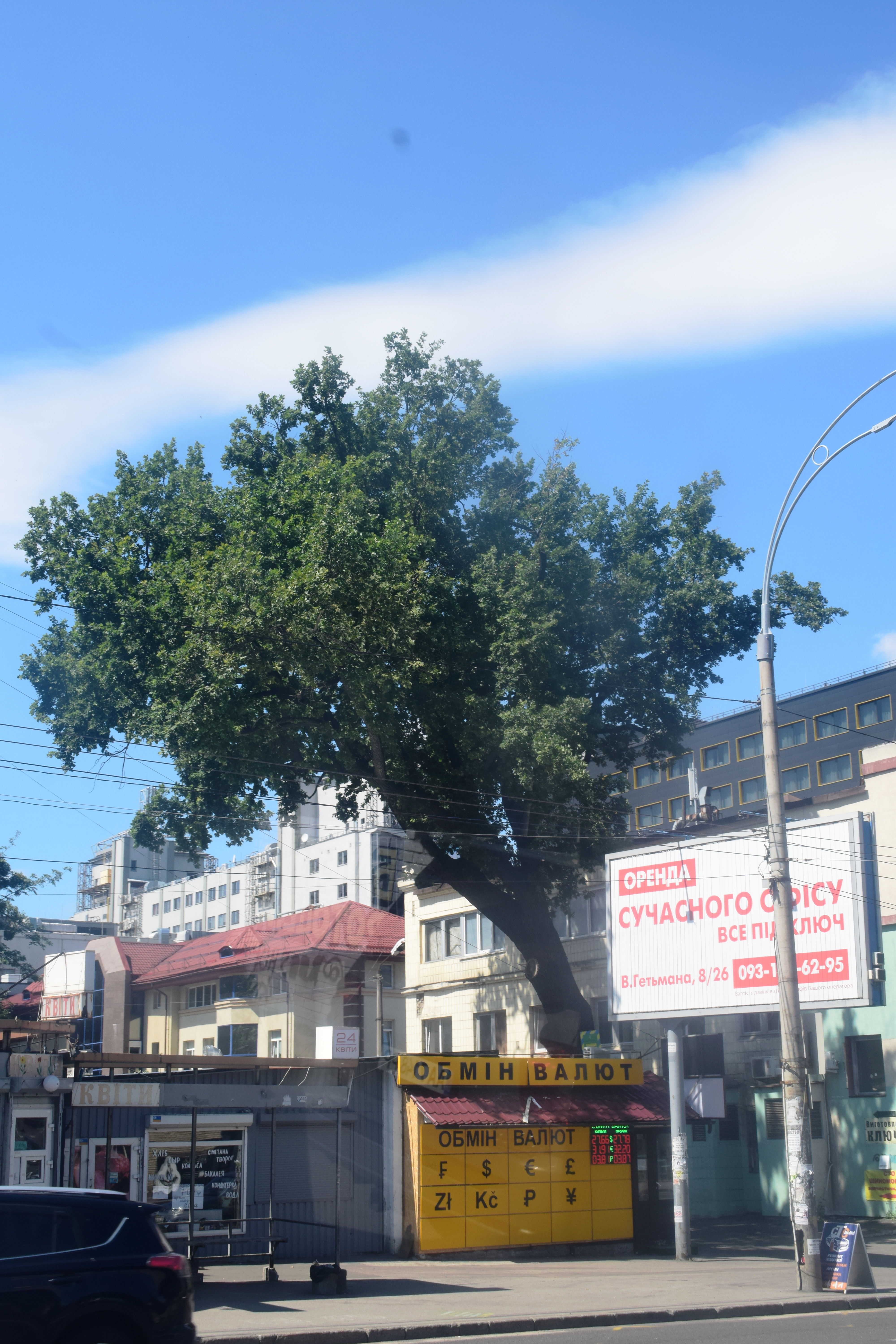
Шулявський дуб. 24 липня 2020 року